# دار الغيل (إب)

تعديل مصدري - تعديل

دار الغيل هي إحدى قرى عزلة ميتم بمديرية إب التابعة لمحافظة إب، بلغ تعداد سكانها 167 نسمة حسب تعداد اليمن لعام 2004.